# Topografisk-Botanisk Undersøgelse af Danmark
Topografisk-Botanisk Undersøgelse af Danmark (TBU) var en national systematisk undersøgelse af den danske flora udført af Dansk Botanisk Forening, som blev startet i 1904 og afsluttet med udgivelser fra 1931-1980.
Dele af data fra TBU er blevet digitaliseret og kan findes på Statens Naturhistoriske Museums hjemmeside.